# Ларрі Джонсон (баскетболіст, 1969)
Лоренс Діметрік «Ларрі» Джонсон (англ. Lawrence Demetric "Larry" Johnson, нар. 14 березня 1969, Тайлер, Техас, США) — американський професіональний баскетболіст, що грав на позиції важкого форварда за декілька команд НБА. Гравець національної збірної США.

## Ігрова кар'єра
Починав грати в баскетбол у команді старшої школи Скайлайн (Даллас, Техас), де вважався Всеамериканським спортсменом. На університетському рівні грав спочатку грав за Одеський коледж в Техасі (1987—1989), а потім за УНЛВ (1989—1991). Граючи в одній команді з Стейсі Огмоном та Грегом Ентоні, виграв чемпіонат NCAA 1990 року у складі УНЛВ. Двічі ставав Найкращим баскетболістом року конференції Big West (1990, 1991) та двічі включався до першої збірної NCAA (1990, 1991).
1991 року був обраний у першому раунді драфту НБА під загальним 1-м номером командою «Шарлотт Горнетс». За підсумками свого дебютного сезону в НБА отримав нагороду Новачка року НБА. Того ж року брав участь у Зірковому вікенді в конкурсі слем-данків, зайнявши друге місце після Седріка Себальйоса.
1993 року був запрошений для участі у матчі всіх зірок, ставши першим гравцем в історії «Горнетс», який удостоївся такої честі. Протягом сезону набирав 22,1 очка та 10,5 підбирання за гру, що дозволило йому бути включеним до Другої збірної всіх зірок НБА.
У жовтні 1993 року підписав з «Горнетс» 12-річний контракт на суму 84 млн доларів, що стало найдорожчою угодою в НБА на той момент.
1994 року став чемпіоном світу у складі Збірної США.
1995 року вдруге зіграв у матчі всіх зірок за команду Сходу. Того сезону забив 81 дальній кидок, що було майже на 60 кидків більше, ніж за три попередні сезони.
1996 року був обміняний до «Нью-Йорк Нікс» на Ентоні Мейсона та Бреда Логауса. Протягом свого першого сезону в Нью-Йорку набирав рекордно низькі для себе 12,8 очка за гру. Хоча він так ніколи і не повернувся до своєї зіркової форми, Джонсон був ключовою фігурою в команді, допомігши їй дійти до фіналу НБА 1999 року.
10 жовтня 2001 року оголосив про завершення спортивної кар'єри через хронічні проблеми зі спиною.
2002 року був введений до Залу слави Університету Невади в Лас-Вегасі.

## Особисте життя
Під час своєї спортивної кар'єри прийняв іслам та дотримувався рамадану навіть під час регулярного сезону.
З 2012 року певний час працював в структурі «Нью-Йорк Нікс» на посаді представника з спортивних та бізнесових операцій.
У Джонсона є п'ятеро дітей від чотирьох різних дружин.
1993 року знявся у фільмі «Справи сімейні». Через три роки знявся у фільмах «Едді» та «Космічний джем».

## Статистика виступів в НБА

### Регулярний сезон
| Сезон              | Команда            | GP  | GS  | MPG  | FG%  | 3P%   | FT%   | RPG  | APG | SPG | BPG | PPG  |
| ------------------ | ------------------ | --- | --- | ---- | ---- | ----- | ----- | ---- | --- | --- | --- | ---- |
| 1991–1992          | «Шарлотт Горнетс»  | 82  | 77  | 37.2 | .490 | .227  | .829  | 11.0 | 3.6 | 1.0 | .6  | 19.2 |
| 1992–1993          | «Шарлотт Горнетс»  | 82  | 82  | 40.5 | .526 | .254  | .767  | 10.5 | 4.3 | .6  | .3  | 22.1 |
| 1993–1994          | «Шарлотт Горнетс»  | 51  | 51  | 34.5 | .515 | .238  | .695  | 8.8  | 3.6 | .6  | .3  | 16.4 |
| 1994–1995          | «Шарлотт Горнетс»  | 81  | 81  | 39.9 | .480 | .386  | .774  | 7.2  | 4.6 | 1.0 | .3  | 18.8 |
| 1995–1996          | «Шарлотт Горнетс»  | 81  | 81  | 40.4 | .476 | .366  | .757  | 8.4  | 4.4 | .7  | .5  | 20.5 |
| 1996–1997          | «Нью-Йорк Нікс»    | 76  | 76  | 34.4 | .512 | .324  | .693  | 5.2  | 2.3 | .8  | .5  | 12.8 |
| 1997–1998          | «Нью-Йорк Нікс»    | 70  | 70  | 34.5 | .485 | .238  | .756  | 5.7  | 2.1 | .6  | .2  | 15.5 |
| 1998–1999          | «Нью-Йорк Нікс»    | 49  | 48  | 33.4 | .459 | .359  | .817  | 5.8  | 2.4 | .7  | .2  | 12.0 |
| 1999–2000          | «Нью-Йорк Нікс»    | 70  | 68  | 32.6 | .433 | .333  | .766  | 5.4  | 2.5 | .6  | .1  | 10.7 |
| 2000–2001          | «Нью-Йорк Нікс»    | 65  | 65  | 32.4 | .411 | .313  | .797  | 5.6  | 2.0 | .6  | .4  | 9.9  |
| Усього за кар'єру  | Усього за кар'єру  | 707 | 699 | 36.3 | .484 | .332  | .766  | 7.5  | 3.3 | .7  | .4  | 16.2 |
| В іграх усіх зірок | В іграх усіх зірок | 2   | 1   | 18.0 | .444 | 1.000 | 1.000 | 4.0  | 1.0 | .0  | .0  | 5.5  |

### Плей-оф
| Сезон             | Команда           | GP | GS | MPG  | FG%  | 3P%  | FT%  | RPG | APG | SPG | BPG | PPG  |
| ----------------- | ----------------- | -- | -- | ---- | ---- | ---- | ---- | --- | --- | --- | --- | ---- |
| 1993              | «Шарлотт Горнетс» | 9  | 9  | 38.7 | .557 | .250 | .788 | 6.9 | 3.3 | .6  | .2  | 19.8 |
| 1995              | «Шарлотт Горнетс» | 4  | 4  | 43.0 | .477 | .111 | .800 | 5.8 | 2.8 | 1.0 | .5  | 20.8 |
| 1997              | «Нью-Йорк Нікс»   | 9  | 9  | 32.8 | .558 | .353 | .842 | 4.0 | 2.6 | .8  | .1  | 13.8 |
| 1998              | «Нью-Йорк Нікс»   | 8  | 8  | 38.8 | .486 | .200 | .740 | 6.6 | 1.6 | 1.3 | .4  | 17.9 |
| 1999              | «Нью-Йорк Нікс»   | 20 | 20 | 34.2 | .426 | .293 | .674 | 4.9 | 1.6 | 1.1 | .1  | 11.5 |
| 2000              | «Нью-Йорк Нікс»   | 16 | 16 | 36.8 | .461 | .394 | .794 | 5.0 | 1.6 | .5  | .1  | 11.3 |
| Усього за кар'єру | Усього за кар'єру | 66 | 66 | 36.3 | .483 | .303 | .767 | 5.3 | 2.0 | .8  | .2  | 14.2 |